# Nenad Stojković
Nenad Stojković, em sérvio Ненад Стојковић (Prizren, 12 de fevereiro de 1956), é um ex-futebolista profissional sérvio, que atuava como defensor.

## Carreira
Nenad Stojković fez parte do elenco da Seleção Iugoslava de Futebol da Copa do Mundo de 1982. 